# Бунтовническа фракция
Бунтовническата фракция (на испански: Bando sublevado) е една от двете основни враждуващи страни в Испанската гражданска война от 1936 – 1939 година.
Тя се състои от множество десни политически групи, подкрепящи Преврата от юли 1936 година срещу Втората испанска република, сред които са Фалангата, Испанската конфедерация на независимите десни и двете враждуващи помежду си монархистки групи – „Испанско обновление“ и Традиционалистка общност. През 1937 година те се обединяват в Традиционалистка испанска фаланга на съветите на националната синдикалистка офанзива. След победата на фракцията в гражданската война Фалангата установява тоталитарен режим, начело с Франсиско Франко.